# Ted Morgan
Ted Morgan, nacido como Conde San Charles Armand Gabriel (Ginebra, 30 de marzo de 1932- Nueva York, 13 de diciembre de 2023) fue un escritor, biógrafo, periodista e historiador estadounidense.

## Biografía
Era el hijo de Gabriel Antoine Armand, Conde de Agramont (1908-1943), un héroe de la Resistencia francesa que luego fue diplomático francés. Agramont corresponde al nombre de una antigua familia francesa nobiliaria, nombre relacionado con la ciudad de Agramont, situada en el sur de la provincia de la Baja Navarra.
Después de la muerte de su padre en un vuelo de entrenamiento, Morgan empezó a llevar dos vidas paralelas. Estudió en la Universidad Yale y trabajó como reportero. Pero aún era miembro de la nobleza francesa (aunque reacio a serlo). Sirvió en el Ejército de Tierra francés como segundo teniente y delegado de propaganda en la guerra de Independencia de Argelia.
En My Battle of Algiers, dice que es primo carnal de John Negroponte.

## Cambio de nombre
En la década de 1970, dejó de usar el sobrenombre de Sanche de Gramont. Se convirtió en ciudadano americano en 1977, renunció a sus títulos nobiliarios. Ted Morgan es un anagrama de “De Gramont”. Su nuevo nombre fue un intento consciente de tapar su aristócrata pasado francés. Se había decidido por un “nombre que se ajustaba a la lengua y las pautas culturales de la sociedad estadounidense, un nombre que los teleoperadores y recepcionistas podrían oír sin estremecerse” (“On Becoming American”, 1978). 
El informativo 60 minutos, de la CBS, publicó un artículo sobre él hacia 1978. Exponían las razones de Morgan para adoptar la cultura estadounidense, y aparecía cenando con su familia en un restaurante de comida rápida.

## Biógrafo
Morgan ha escrito biografías aclamadas como las de 
- Winston Churchill,
- William Burroughs, o
- Franklin D. Roosevelt.

## Premios
Morgan volvió a los Estados Unidos y ganó el Premio Pulitzer de periodismo en 1961, por lo que fue descrito como “su emotiva explicación de la muerte de Leonard Warren en el escenario del Metropolitan Opera”. Por aquel entonces, Morgan todavía era ciudadano francés, bajo el nombre de Sanche De Gramont.
Fue nombrado, en 1982, finalista del National Book Award por su biografía Maugham. 

## Libros (lista parcial)
- My Battle of Algiers (2005)
- Reds: McCarthyism in Twentieth Century America (2003)
- A Covert Life: Jay Lovestone, Communist, Anti-Communist and Spymaster (1999)
- A Shovel of Stars: The Making of the American West 1800 to the Present (1996)
- Wilderness at Dawn: The Settling of the North American Continent (1994)
- An Uncertain Hour: The French, the Germans, the Jews, the Barbie Trial, and the City of Lyon, 1940-1945 (1990)
- Literary Outlaw: The Life and Times of William S. Burroughs (1990)
- FDR: A Biography (1985)
- Churchill: A Young Man in A Hurry (1982)
- Maugham (1980)
- On Becoming American (1978)
- The Strong Brown God: The Story of the Niger River (1977) (como Sanche de Gramont)
- Epitaph for kings  (1969) (como Sanche de Gramont)
- The French: Portrait of a people (1969) (como Sanche de Gramont)
- The Secret War: The story of international espionage since 1945 (1962) (como Sanche de Gramont)